# Beffroi de Courtrai
Le beffroi de Courtrai est un beffroi situé au centre de la Grand-Place de Courtrai, en Belgique. Ce beffroi, est classé depuis 1999, patrimoine mondial de l’UNESCO

## Histoire
Le Beffroi de Courtrai fut construit à partir de 1307, quand le roi de France permit aux bourgeois de Courtrai d'avoir en quelque endroit une cloche afin de s'en servir pour leurs affaires.
Divers arrangements intervinrent au cours des siècles.
Le beffroi servait comme tour de guet, comme prison et comme clocher. Le beffroi est devenu un site UNESCO en 1999.

## Fonction
Les halles qui se trouvaient sous la tour avaient une fonction commerciale. Elles étaient composées de plusieurs salles où les artisans, avec l'aval de la ville, commercialisaient leurs produits. Au deuxième étage se trouvaient une chambre forte (la salle du Trésor) et les archives de la ville.
Les lois et règlements de la ville furent proclamés du haut du balcon situé au-dessus de la porte d'entrée devant le peuple invité au rassemblement par la cloche du beffroi et furent appelés "Hallegeboden" (en français : les bans des Halles).
La tour servait essentiellement de tour de garde pour déceler les incendies en ville.

### Carillon

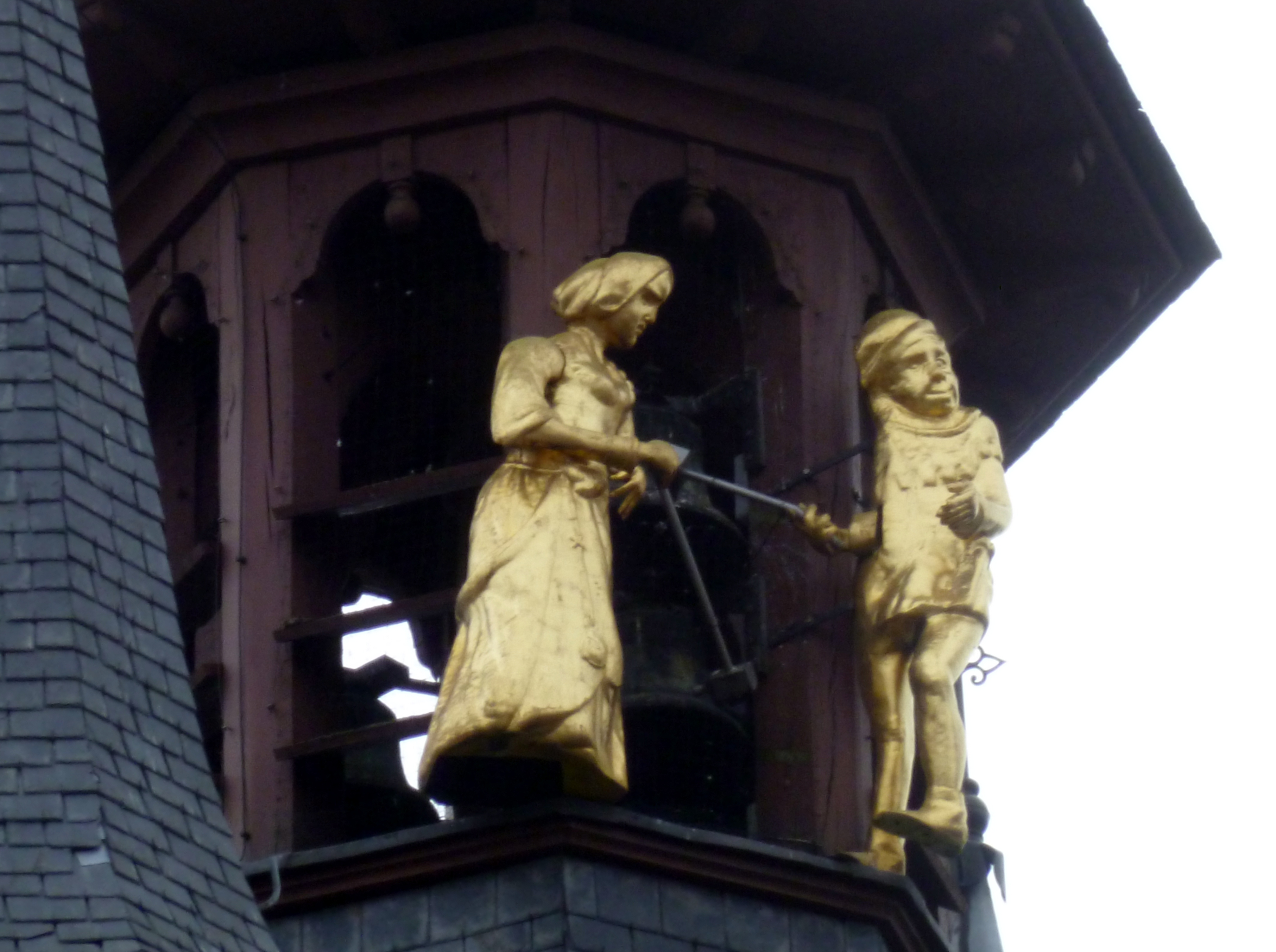
Manten et Kalle sur le Beffroi de Courtrai.

Le fait de sonner les cloches avait une signification particulière, notamment:
- l'ouverture et la fermeture des portes de la ville;
- une "cloche de travail" qui indiquait le début et la fin du temps de travail. Il était alors interdit de travailler avec une luminosité insuffisante;
- une cloche qui annonçait quand il n'était plus permis d'être en rue sans torche;
- des cloches festives.

Sur le côté Est du clocher se trouvent les plus anciens citoyens de la ville: Manten et Kalle, les dénonciateurs du beffroi. Ce système était déjà connu au Moyen Âge pour l'ingéniosité du carillon. La statue originale de Manten a été enlevée à Dijon en France en 1382 (après la bataille de Westrozebeke), où elle se trouve encore sur la tour de l'église Notre-Dame. Plus tard, le nouveau Manten à Courtrai a été rejoint par sa femme Kalle et leurs enfants.
Le carillon actuel a été fabriqué en 1961 par Victor Cassiman. Les cloches sont encore utilisées actuellement et chaque année, pendant l'été, il y a des concerts sur le carillon.

## Photos

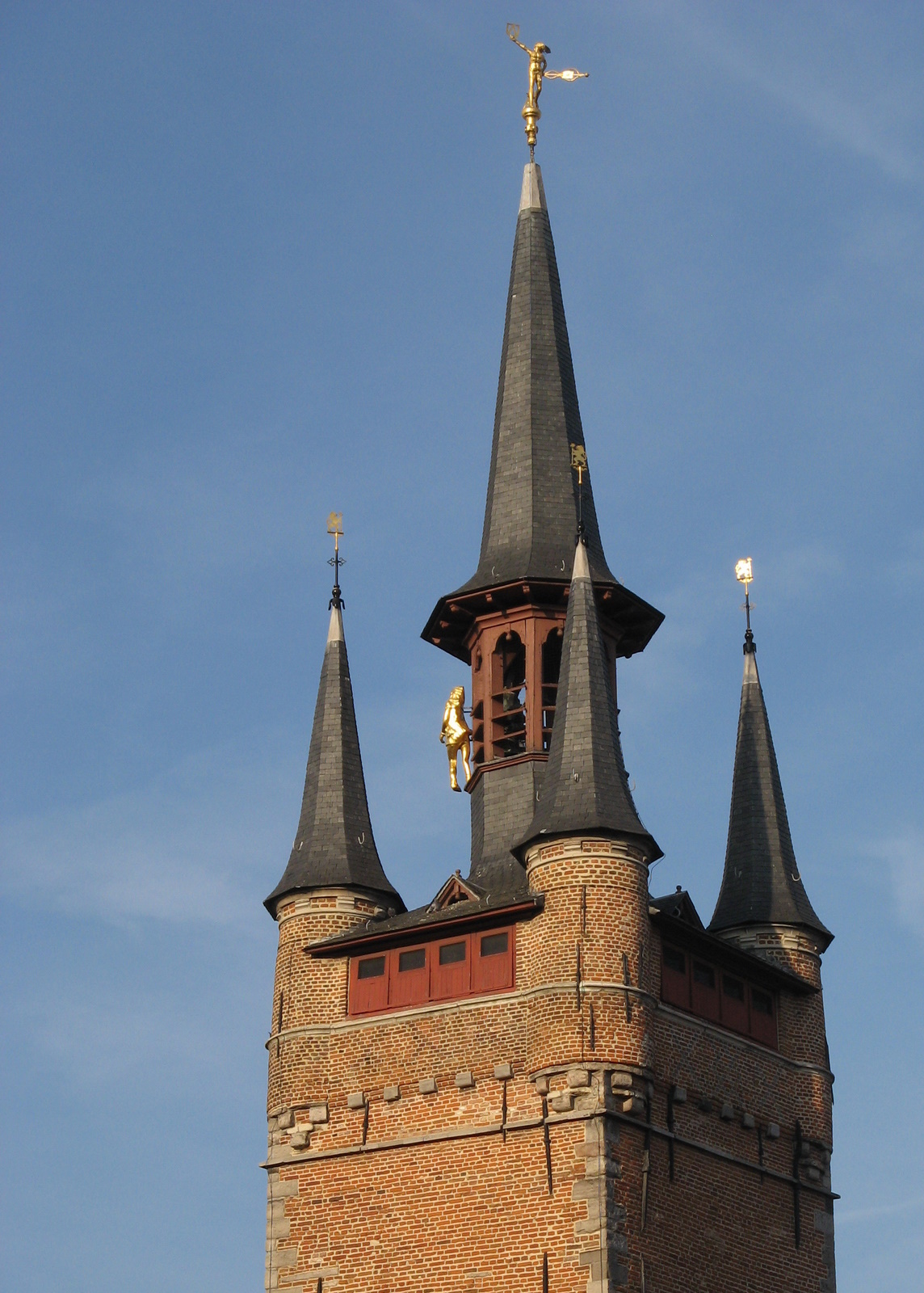
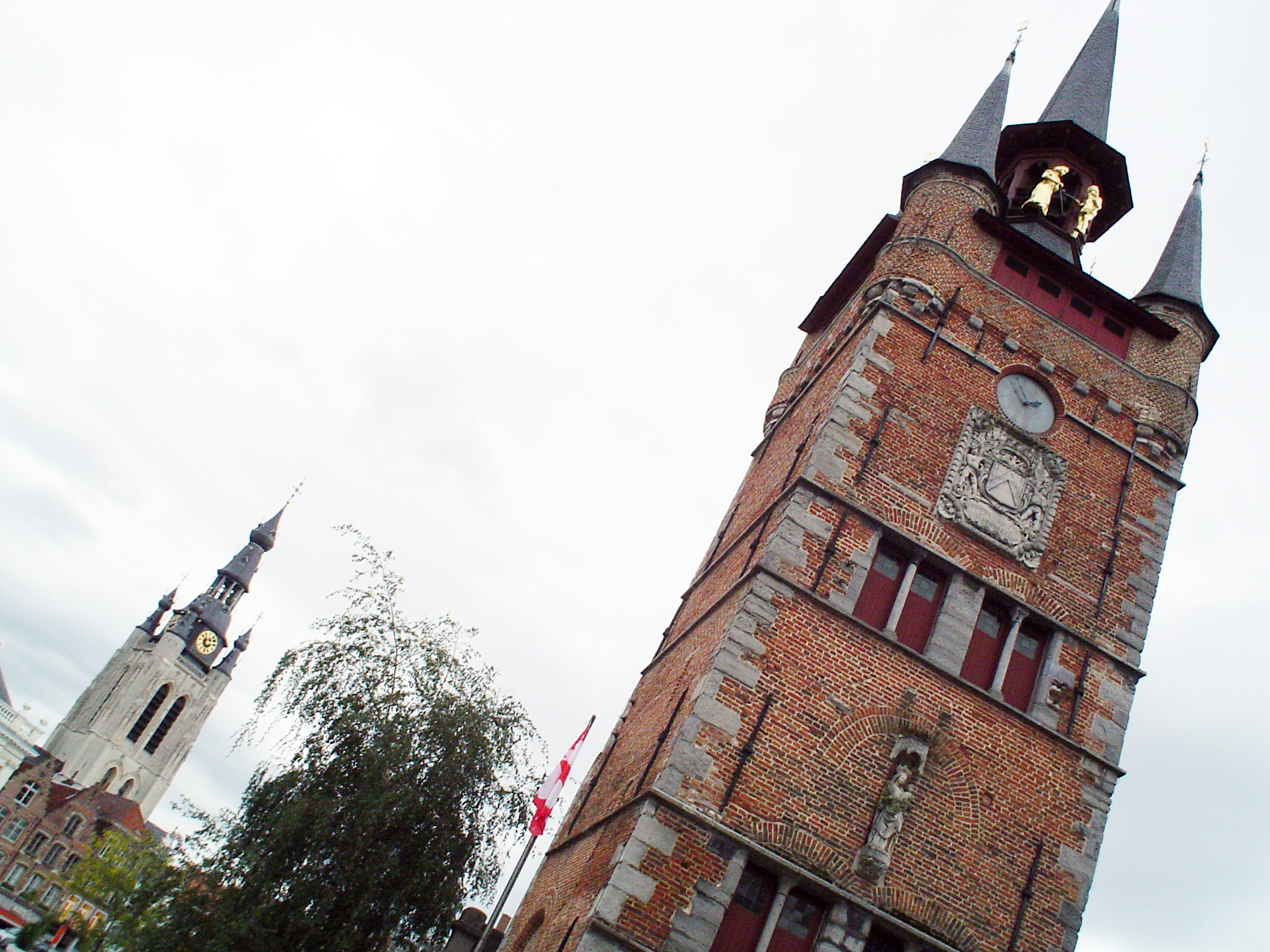
Le beffroi de Courtrai sur la Grande Place.
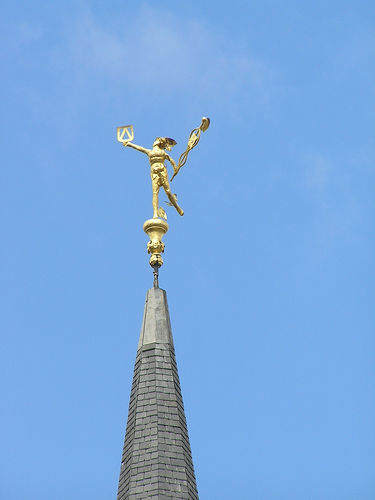
Mercure sur la tour du beffroi de Courtrai.
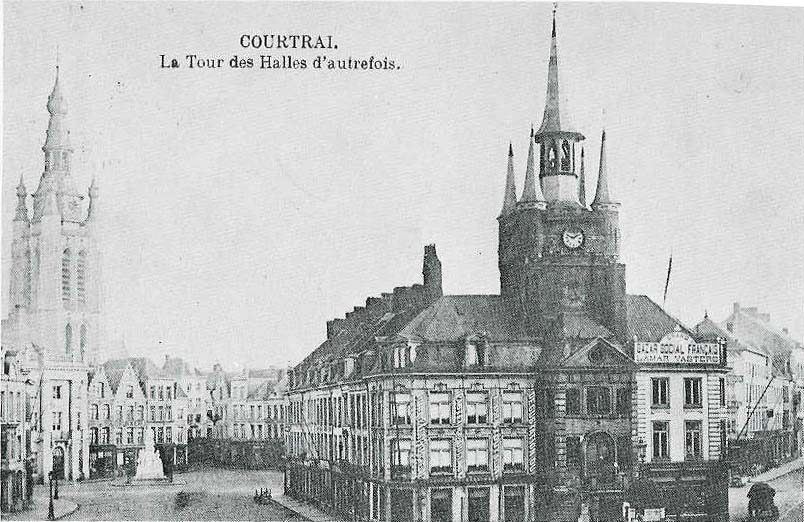
Le Beffroi avec les halles en 1897.